# Carlos Pachamé
Carlos Oscar Pachamé (Fortín Olavarría, 25 febbraio 1944) è un allenatore di calcio ed ex calciatore argentino.

## Palmarès

### Calciatore

#### Competizioni nazionali
- Campionato argentino: 1

Estudiantes: 1967 Metropolitano

#### Competizioni internazionali
- Coppa Intercontinentale: 1

Estudiantes: 1968
- Coppa Libertadores: 3

Estudiantes: 1968, 1969, 1970
- Coppa Interamericana: 1

Estudiantes: 1968